# Jean de Brogny

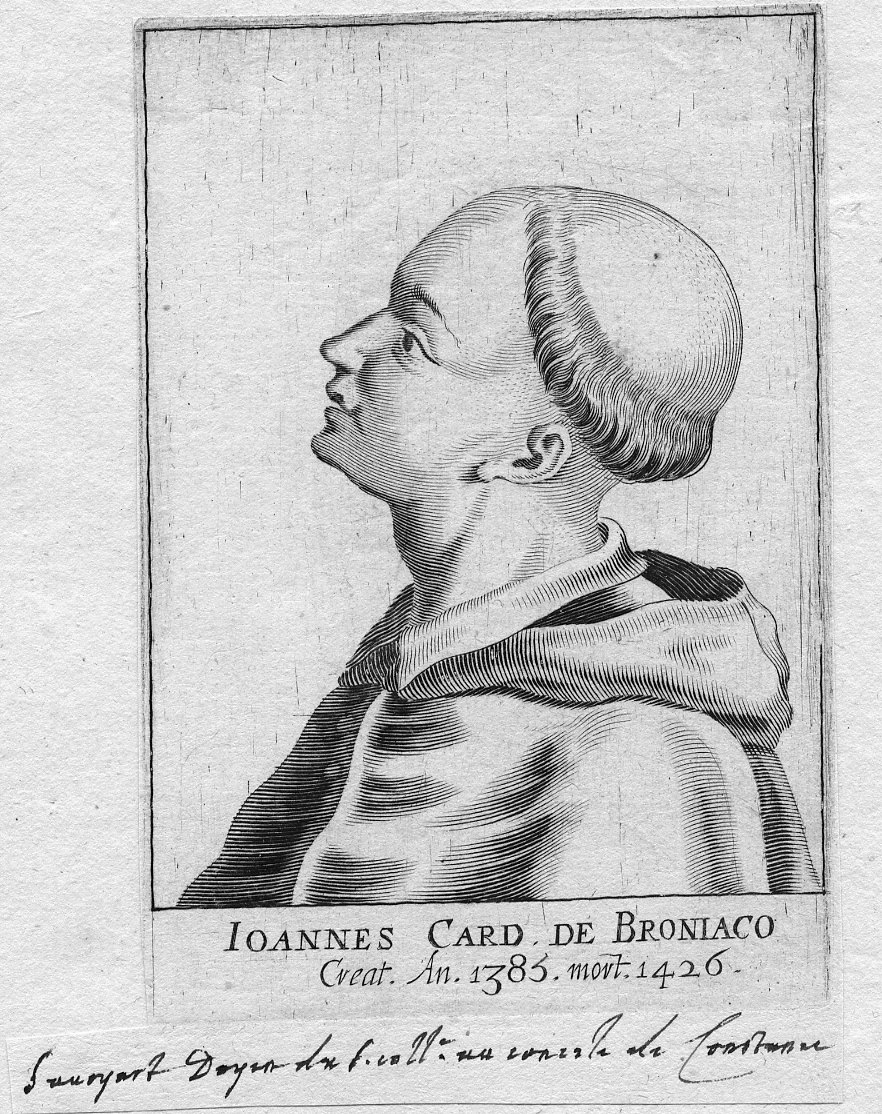
Kardinal Jean-Allarmet de Brogny (Bildnis von Jean Baron, Mitte 17. Jh.)

Jean-Allarmet de Brogny (* um 1342 in Brogny bei Annecy; † 15. Februar 1426 in Rom) war Kardinalbischof von Ostia, Erzbischof von Arles sowie Bischof von Genf und Viviers.

## Leben
Jean de Brogny wurde um 1342 als Sohn eines Bauern in der Nähe von Annecy geboren. Er studierte in Avignon und promovierte 1379 in Zivilrecht. Er war ein Vertrauter Roberts von Genf, des späteren Gegenpapstes Clemens VII., wurde dessen Kaplan und Kämmerer. 1382 wurde er Bischof von Viviers und 1385 Kardinalpriester von Sant’Anastasia. Von 1381 bis 1387 war er Mitglied der Datarie, 1389 bis 1391 Regens der Pönitentiarie und von 1391 bis zu seinem Tod Leiter der päpstlichen Kanzlei. 1409 brach er mit dem Gegenpapst Benedikt XIII. und schloss sich dem Konzil von Pisa an. Zwischen 1415 und 1417 leitete er das Konzil von Konstanz. Von 1410 bis 1423 war er Administrator des Erzbistums Arles und 1423 Administrator des Bistums Genf. Er stiftete die Makkabäer-Kollegiatskapelle in der Kathedrale von Genf, wo er beigesetzt wurde, das Dominikanerkloster in Annecy und das Kollegium St-Nicolas d’Annecy in Avignon, dem er seine Bibliothek vermachte.